# صلاح بكور
صلاح بكور (مواليد 15 أبريل 1982 في روان بفرنسا) لاعب كرة قدم جزائري.
- في النوادي:
  - فاز بكأس غانلبارديلا مرة واحدة مع نادي أوكسير عام 1999
  - وصل إلى نهائي كأس الرابطة الفرنسية مرة واحدة مع نادي كاين في عام 2005
  - فاز ببطولة دوري الدرجة الثانية البلجيكي مرة واحدة مع نادي كورتريك عام 2008
- دوليًا:
  - لديه مباراة دولية واحدة مع المنتخب الجزائري [1]

## روابط خارجية
- صلاح بكور على موقع قاعدة بيانات كرة القدم.إي يو (الإنجليزية)
- صلاح بكور على موقع ناشيونال فوتبول تيمز (الإنجليزية)